# Budova banky ve Štefánikově ulici (Smíchov)
Budova Komerční banky (hovorově bunkr či betonový projektil) na nároží Štefánikovy ulice a ulice V Botanice na pražském Smíchově je solitérní stavba postavená ve stylu experimentálního modernismu. Dvoupatrová budova s půdorysem komolého osmibokého jehlanu a pyramidálním tvarem patří Komerční bance, která tu do roku 2022 měla svoji pobočku. Za jejím návrhem stojí český architekt Karel Prager. K dokončení došlo v roce 1992, přičemž samotný projekt vznikl už kolem roku 1977. Obklady dodala společnost Keramika Horní Bříza. Původně měla stavba sloužit Státní bance československé.
K budově přiléhá také obytný komplex navazující na přilehlý městský blok. Nese podobné rysy jako budova banky.
Budova byla součástí neuskutečněného plánu na přestavbu celé čtvrti. Podle původních představ Pragera měla změnami projít celá Štefánikova ulice, ve které budova stojí. Mělo například jít o pěší zónu, budovy měly být obsluhovány podzemními komunikacemi.
Od ledna 2023 jednala Komerční banka o prodeji této budovy; provoz zdejší pobočky byl ukončen v roce 2022. Kupcem se stala ústecká společnost Manoral Global podnikatele Radka Vrbíka.